# Bevonulás Jeruzsálembe fatemplom (Gothátya)
A gothátyai Bevonulás Jeruzsálembe fatemplom műemlékké nyilvánított épület Romániában, Hunyad megyében. A romániai műemlékek jegyzékében a  HD-II-m-A-03321 sorszámon szerepel.